# 26 فبراير
- السبت
- الأحد
- الاثنين
- الثلاثاء
- الأربعاء
- الخميس
- الجمعة

- 12 شعبان 1446  هـ
- 23 شعبان 1446  هـ
- 34 شعبان 1446  هـ
- 45 شعبان 1446  هـ
- 56 شعبان 1446  هـ
- 67 شعبان 1446  هـ
- 78 شعبان 1446  هـ
- 89 شعبان 1446  هـ
- 910 شعبان 1446  هـ
- 1011 شعبان 1446  هـ
- 1112 شعبان 1446  هـ
- 1213 شعبان 1446  هـ
- 1314 شعبان 1446  هـ
- 1415 شعبان 1446  هـ
- 1516 شعبان 1446  هـ
- 1617 شعبان 1446  هـ
- 1718 شعبان 1446  هـ
- 1819 شعبان 1446  هـ
- 1920 شعبان 1446  هـ
- 2021 شعبان 1446  هـ
- 2122 شعبان 1446  هـ
- 2223 شعبان 1446  هـ
- 2324 شعبان 1446  هـ
- 2425 شعبان 1446  هـ
- 2526 شعبان 1446  هـ
- 2627 شعبان 1446  هـ
- 2728 شعبان 1446  هـ
- 2829 شعبان 1446  هـ

26 فبراير أو 26 شُباط أو يوم 26 \ 2 (اليوم السادس والعشرون من الشهر الثاني) هو اليوم السابع والخمسون (57) من السنة وفقًا للتقويم الميلادي الغربي (الغريغوري). يبقى بعده 308 يومًا لانتهاء السنة، أو 309 يومًا في السنوات الكبيسة.

## أحداث
- 1618 - الجيش الإنكشاري يخلع السلطان العثماني مصطفى الأول، وعثمان الثاني يخلفه بالحكم.
- 1797 - إنجلترا تصدر أول عملة ورقية في العالم وكانت من فئة الجنيه والجنيهين.
- 1815 - نابليون بونابرت يهرب من منفاه بجزيرة ألبا.
- 1935 - عرض أول فيلم مصري ناطق وهو فيلم شجرة الدر بطولة آسيا داغر وماري كويني وإخراج أحمد جلال عن قصة جرجي زيدان.
- 1936 - أدولف هتلر يطلق سيارة فولكس فاجن.
- 1941 - بريطانيا تغزو الصومال وإثيوبيا لطرد القوات الإيطالية منها وذلك في الحرب العالمية الثانية.
- 1961 - ولي العهد المغربي مولاي الحسن يتولى عرش المغرب بعد وفاة والده الملك محمد الخامس، ويتخذ اسم الملك الحسن الثاني.
- 1975 - اندلاع تظاهرة شعبية مناهضة للحكومة اللبنانية في صيدا لدعم الصيادين أدت إلى وقوع أعمال عنف أصيب فيها مؤسس التنظيم الشعبي الناصري النائب معروف سعد.
- 1979 - القوات الصينية تواصل غزوها لفيتنام حتى وصل مدى توغلها 100 كيلو متر.
- 1987 - الكنيسة الأنجليكانية توافق بأغلبية كبيرة على ترسيم النساء قساوسة وذلك بعد مناقشات استمرت عشرة أعوام كاملة.
- 1991 -
  - الرئيس العراقي صدام حسين يعلن من على راديو بغداد انسحاب القوات العراقية من الكويت، ويكون بذلك بداية نهاية حرب الخليج الثانية.
  - أمير دولة الكويت الشيخ جابر الأحمد الصباح يصدر مرسوم أميري يعلن فيه الأحكام العرفية في جميع أنحاء الكويت ابتداءً من تاريخه ولغاية ثلاثة شهور، ويعيّن الشيخ سعد العبد الله الصباح حاكمًا عرفيًا وذلك بعد تحرير الكويت من الغزو العراقي.
- 1993 - انفجار قنبلة أسفل مركز التجارة العالمي في مدينة نيويورك أدى إلى وفاة ستة أشخاص وجرح المئات.
- 2001 - حركة طالبان تفجر تمثال بوذا في باميان والذي يعتبر من آثار التراث العالمي.
- 2006 - انهيار في السوق المالي السعودي يؤدي إلى تكبد المستثمرين خسائر كبيرة جدًا، وأعقب ذلك انهيار غالبية أسواق المال العربية.
- 2007 -
  - محكمة العدل الدولية تعتبر أن قتل ثمانية آلاف مسلم بمذبحة سربرنيتشا في البوسنة والهرسك عام 1995 جريمة إبادة جماعية، لكنها تمتنع عن تحميل صربيا المسؤولية عنها.
  - الكويت تعلن عن إصابة 20 طائراً بإنفلونزا الطيور في حديقة الحيوان وأحد مزارع الدواجن.
- 2009 - وزير الخارجية الكويتي الشيخ محمد صباح السالم الصباح يزور العراق في زيارة هي الأولى من نوعها منذ غزو العراق للكويت بعام 1990.
- 2015 - تنظيم داعش يبث فيديو يتضمن عملية تدمير لتماثيل تعود للحقبة الآشورية داخل متحف الموصل في العراق.
- 2016 - الحفلة 41 من جائزة سيزار تنتهي بتتويج فيلم فاطمة بجائزة أفضل فيلم، بينما ذهبت جائزة أفضل مخرج لأرنو ديبليشان، وجائزة أفضل ممثل لفانسون لاندون، وجائزة أفضل ممثلة لكاثرين فروت.
- 2017 - فوز فيلم ضوء القمر بجائزة الأوسكار لأفضل فيلم، وفوز كل من كيسي أفليك بجائزة أفضل ممثل وإيما ستون أفضل ممثلة، ضمن حفل توزيع جوائز الأوسكار التاسع والثمانون.
- 2018 - زلزالٌ عنيف بلغت قوَّته 7.5 درجات يضرب پاپوا غينيا الجديدة ويُؤدي إلى مقتل 31 شخصًا على الأقل وجرح ما يزيد عن 300.
- 2019 - القوات الجوية الهندية تقصف مُعسكرًا لتنظيم جيش مُحمَّد في المنطقة الباكستانيَّة من كشمير بعد تبني التنظيم هجوم بولواما، وباكستان ترد بِهجومٍ آخر على الأراضي الهنديَّة.
- 2023 - غرق أكثر من 62 مهاجرًا غير شرعيٍ، وإنقاذ 81 آخرين قبالة ساحل قلورية، جنوب إيطاليا.
- 2024 - رئيس السلطة الوطنية الفلسطينية محمود عباس يقبل استقالة حكومة محمد اشتية ويُكلفها بتسيير الأعمال لحين تشكيل حكومة جديدة.
- 2025 - اندلاع حريق غاباتٍ ضخم جنوب شرق أفوناتو في اليابان ما أدَّى لتدمير عشرات الأبنية ونزوح أكثر من أربعة آلاف وخمسمائة شخص.

## مواليد
- 1564 - كريستوفر مارلو، كاتب مسرحي إنجليزي.
- 1725 - جوزيف كونيو، مخترع فرنسي.
- 1802 - فكتور هوغو، أديب فرنسي.
- 1825 - وليام ناسو ليس، مستشرق أيرلندي.
- 1841 - لورد كرومر، المعتمد السياسي البريطاني في مصر.
- 1861 - فرديناند الأول، ملك بلغاريا.
- 1870 - داود حسني، مغني وملحن مصري.
- 1903 - جوليو ناتا، عالم كيمياء إيطالي حاصل على جائزة نوبل في الكيمياء عام 1963.
- 1909 - طلال بن عبد الله، ملك الأردن.
- 1928 - أرئيل شارون، رئيس وزراء إسرائيل.
- 1932 - جوني كاش، مغني أمريكي.
- 1939 - شوشو، ممثل لبناني.
- 1946 - أحمد زويل، عالم كيمياء مصري حاصل على جائزة نوبل في الكيمياء لعام 1999.
- 1948 - توفيق العشا، ممثل سوري.
- 1950 - هيلين كلارك، رئيسة وزراء نيوزيلندا.
- 1954 -
  - رجب طيب أردوغان، رئيس الجمهورية التركي.
  - طلعت السادات، سياسي ومحامي مصري.
- 1958 -
  - هيديهارو موري، ملحن ياباني.
  - مادلين طبر، ممثلة لبنانية.
- 1959 -
  - أحمد داود أوغلو، رئيس وزراء تركيا.
  - إنجي اليوسف، ممثلة سورية.
  - سلوى خطاب، ممثلة مصرية.
- 1966 -
  - نجوى كرم، مغنية لبنانية.
  - أحمد بخيت، شاعر مصري.
- 1967 - كازويوشي ميورا، لاعب كرة قدم ياباني.
- 1969 - هيتوشي ساكيموتو، ملحن ياباني.
- 1973 - أوله غونار سولشار، لاعب كرة قدم نرويجي.
- 1979 -
  - كورين بايلي راي، مغنية إنجليزية.
  - بدرو منديز، لاعب كرة قدم برتغالي.
- 1983 - بيبي، لاعب كرة قدم برتغالي.
- 1984 -
  - إيمانويل أديبايور، لاعب كرة قدم توغولي.
  - بيرين سات، ممثلة تركية.
- 1993 - خيسي رودريغيز، لاعب كرة قدم إسباني.
- 1994 - عبد الفتاح عسيري، لاعب كرة قدم سعودي.

## وفيات
- 1154 - روجر الثاني، أول ملوك صقلية.
- 1266 - مانفريد هوهنشتاوفن، ملك صقلية الثالث عشر.
- 1577 - إريك الرابع عشر، ملك السويد.
- 1865 - جواد بدقت، شاعر عراقي.
- 1878 - خوان ماريا غوتييريث من رواد إرساء دعائم الثقافة الأرجنتينية وتطويرها في القرن التاسع عشر
- 1931 - أوتو فالاخ، عالم كيمياء ألماني حاصل على جائزة نوبل في الكيمياء عام 1910.
- 1946 - إبراهيم الدباغ، شاعر وصحفي وكاتب فلسطيني.
- 1961 - محمد الخامس، ملك المغرب.
- 1969 -
  - كارل ياسبرس، فيلسوف ألماني.
  - ليفي أشكول، رئيس وزراء إسرائيل.
- 1985 - تجالينغ كوبمانز، اقتصادي هولندي حاصل على جائزة نوبل في العلوم الاقتصادية عام 1975.
- 1994 - حمود بن عبد العزيز آل سعود، أمير سعودي.
- 1996 - هاني هاني، مخرج مسرحي عراقي.
- 1998 - ثيودر شولتز، اقتصادي أمريكي حاصل على جائزة نوبل في العلوم الاقتصادية عام 1979.
- 2002 - لورانس تيرني، ممثل أمريكي.
- 2004 - بوريس ترايكوفسكي، رئيس مقدونيا الثاني.
- 2010 - غاي إيتون، كاتب ومؤرخ بريطاني مسلم.
- 2020 - طلال بن سعود بن عبد العزيز آل سعود، أمير سعودي.
- 2021 - طارق البشري، قاض ومفكر مصري.
- 2024 - فادي إبراهيم، ممثل لبناني.

## أعياد ومناسبات
- عيد التحرير في الكويت.
- يوم الإنقاذ لدى حركة أمة الإسلام.

## وصلات خارجية
- وكالة الأنباء القطريَّة: حدث في مثل هذا اليوم.
- النيويورك تايمز: حدث في مثل هذا اليوم.
- BBC: حدث في مثل هذا اليوم.